# Ray Skjelbred
Ray Skjelbred (* ca. 1940 in Chicago) ist ein US-amerikanischer Boogie-Woogie- und Jazzpianist und Sänger.
Ray Skjelbred wuchs in Chicago auf, wo er Akkordeon spielte. Im Erwachsenenalter zog er nach Seattle, wo er den Jazz- und Ragtime-Musiker Johnny Wittwer kennenlernte, der ihm Unterricht gab und erste Auftritte verschaffte. Anfang der 1960er-jahre bildete er mit Mielke Duffy und Bob Jackson die Great Excelsior Jazz Band und spielte 1965 in Seattle mit Claire Austin and The Great Excelsior (Jazz) Band, mit der erste Aufnahmen entstanden (Goin' Crazy). In den 1960er und 1970er Jahren spielte er mit verschiedenen Bands und Musikern, wie Carol Leigh, Ted Shafer's Jelly Roll Jazz Band, der Golden Age Jazz Band in Los Angeles und den San Francisco Blues Serenaders. Ab 1969 lebte er in der San Francisco Bay Area; 1971 nahm er in Berkeley in Septettbesetzung (u. a. mit der Kornettisten Jim Goodwin) sein Debütalbum Berkeley Rhythm auf. In den 1980er Jahren spielte er mit Turk Murphy, Butch Thompson, John Gill, Barbara Lashley, in den 1990er Jahren u. a. mit Bob Schulz and His Frisco Jazz Band, Bob Helm u. a. 2006 trat er beim Wild Bill Davison Centennial Concert auf. Nach Tom Lord war er zwischen 1965 und 2011 an 101 Aufnahmesessions beteiligt. Neben zahlreichen Platten unter eigenem Namen legte er außerdem drei Lyrikbände vor.

## Diskographische Hinweise
- Solo Jazz Piano (1974)
- Chicago High Life (1982)
- Gin Mill Blues (Stomp Off, 1984)
- Stompin' Em Down  (Stomp Off, 1985), mit Hal Smith
- The Hal Smith Trio (Jazzology, 1987), mit Bobby Gordon, Hal Smith
- The Hal Smith Trio Live at The Jazzmine (1987)
- Chicago Session-1987 (1987)
- Jim Goodwin/Ray Skjelbred: Taking a Chance (1988)
- The Minstrels of Annie Street: Original Tuxedo Rag (Stop Off, 1992), mit Chris Tyle, Bob Schulz, John Gill, Phil Howe, Carl Lunsford, Bill Carroll, Hal Smith

- Wild and Wooly (1997)
- The Last Time I Saw Chicago (2001), mit Rebecca Kilgore
- Frolicking Fido (2007)
- Greetings from Chicago (Jazzology, 2009)